# Zero Punctuation
Zero Punctuation, littéralement « zéro ponctuation » en français, est une émission internet de critique de jeux vidéo réalisée par Ben « Yahtzee » Croshaw (en) et hébergée par The Escapist. Le premier épisode est paru le 24 juillet 2007, puis l'émission passe au troisième épisode sur le site de The Escapist, le 15 août 2007.

## Création et popularisation
L'émission hebdomadaire a été créée par Croshaw après quelques revers de fortune personnels. Développeur indépendant, Ben Croshaw crée une série de quatre jeux, quadrilogie appelée le mythe de Chzo ou Chzo Mythos (en). Alors que sa recherche d'emploi auprès des studios de Brisbane est un échec, il crée sa première vidéo, qu'il diffuse sur YouTube le 24 juillet 2007. L'épisode traite de The Darkness, dont il venait de jouer à la démo. Le succès fut suffisamment important pour que Yahtzee reçoive une proposition du site d'information vidéoludique The Escapist pour pérenniser ses vidéos sous forme d'une émission de critique publié par le magazine sur Internet.
Durant environ cinq minutes par épisode, paraissant tous les mercredis, son succès est rapidement très important, et le site The Escapist a dû faire face à de très nombreux cas de vol de contenu et de réappropriation des vidéos de Croshaw par des tiers. Les premières parutions sur Youtube mises en ligne par Croshaw avaient récolté plus de 100 000 visualisations par vidéos,. Des reprises plus ou moins réussies ont été faites, notamment par un employé de Gamestop qui a critiqué la chaîne de vente de jeux vidéo à l'aide d'une série reprenant les principales caractéristiques de Zero Punctuation.

## Contenu

### Sujets abordés
Zero Punctuation ne traite pas que de critique de jeux, mais aussi d'autres sujets touchant à la communauté « gamer ». Ainsi des revues des consoles sont parues régulièrement au cours de la vie de l'émission, et un épisode a été consacré au sujet des webcomics de jeux vidéo, incluant une critique au vitriol de la BD Ctrl+Alt+Del pour l'une de ses planches qu mettait en scène une femme ayant eu une fausse couche. Lors de ses débuts il a de même réalisé une vidéo pour la Game Developers Conference de 2008 démolissant les stéréotypes des personnages de FPS, les jeux vidéo de musique comme Rock Band et la cuvée 2007 de jeux vidéo.
Sa manière de décrire le complexe de supériorité des joueurs de jeux vidéo sur PC par rapport à ceux jouant sur console — il nomme les joueurs sur PC The Glorious PC Gaming Master Race, littéralement « la glorieuse race supérieure du gaming PC » — génère un mème du même nom, confirmé par Know Your Meme, que les communautés /v/ sur 4chan et des redditers sur le subreddit « r/pcmasterrace » réemploient régulièrement.

### Classements annuels de jeux vidéo
À partir de 2008, Croshaw consacre un épisode en fin d'année aux jeux vidéo de l'année qui lui ont plus plu et déplu. D'abord présenté sous forme de « trophées » aux qualificatifs explicites remis à certains jeux, à partir de 2010 il les présente sous la forme d'un « top & bottom » 5 avec les cinq pires et cinq meilleurs jeux de l'année. Seuls les jeux ayant été critiqués dans l'émission sont en lice.
| Année | Meilleur jeu | Pire jeu |
| ----- | --- | --- |
| 2008  | Saints Row 2 : Trophée du « Vachement bon jeu »                                                                             | Metal Gear Solid 4: Guns of the Patriots : Trophée du « meurtre de franchise » Silent Hill: Homecoming, Alone in the Dark et Dead Space : Trophée de la « Plus grande déception » Prince of Persia : Trophée du « personnage principal le plus stupide » Grand Theft Auto IV : Trophée de la « médiocre qualité surprise » Sonic Unleashed : Trophée de la « médiocre qualité sans surprise » |
| 2009  | | |
| 2010  | 1. Just Cause 2 2. Dead Rising 2 3. Red Dead Redemption 4. Amnesia: The Dark Descent 5. Limbo                               | 1. Kane and Lynch 2: Dog Days 2. Metroid: Other M 3. Star Wars : Le Pouvoir de la Force 4. Final Fantasy XIII 5. Bioshock 2 |
| 2011  | 1. Portal 2 2. Driver San Francisco 3. Bastion 4. InFamous 2 5. The Elder Scrolls V: Skyrim                                 | 1. Battlefield 3 et Call of Duty: Modern Warfare 3 2. Duke Nukem Forever 3. Dead Island 4. Red Faction: Armageddon 5. Mindjack |
| 2012  | 1. Spec Ops: The Line 2. XCOM: Enemy Unknown 3. Far Cry 3 4. The Walking Dead 5. Dishonored                                 | 1. Amy 2. Medal of Honor: Warfighter 3. Steel Battalion: Heavy Armor 4. NeverDead 5. Resident Evil 6 |
| 2013  | 1. Bioshock Infinite 2. Papers, Please 3. Saints Row 4 4. Assassin's Creed IV: Black Flag 5. Metal Gear Rising: Revengeance | 1. Call of Duty: Ghosts 2. Beyond: Two Souls 3. Aliens: Colonial Marines 4. SimCity 5. Star Trek |
| 2014  | 1. La Terre du Milieu : L'Ombre du Mordor 2. Wolfenstein: The New Order 3. Alien Isolation 4. Dark Souls 2 5. Shovel Knight | 1. Thief 2. Sonic Boom 3. The Amazing Spider-Man 2 4. Lightning Returns: Final Fantasy XIII 5. Sacred 3 |

En 2013, Yahtzee sort un jeu en particulier de son classement, qu'il place à part pour sa qualité déplorable selon lui. Il décerne ainsi le « prix à vie Zero Ponctuation de la totale exécration » à Ride to Hell: Retribution.

## Format

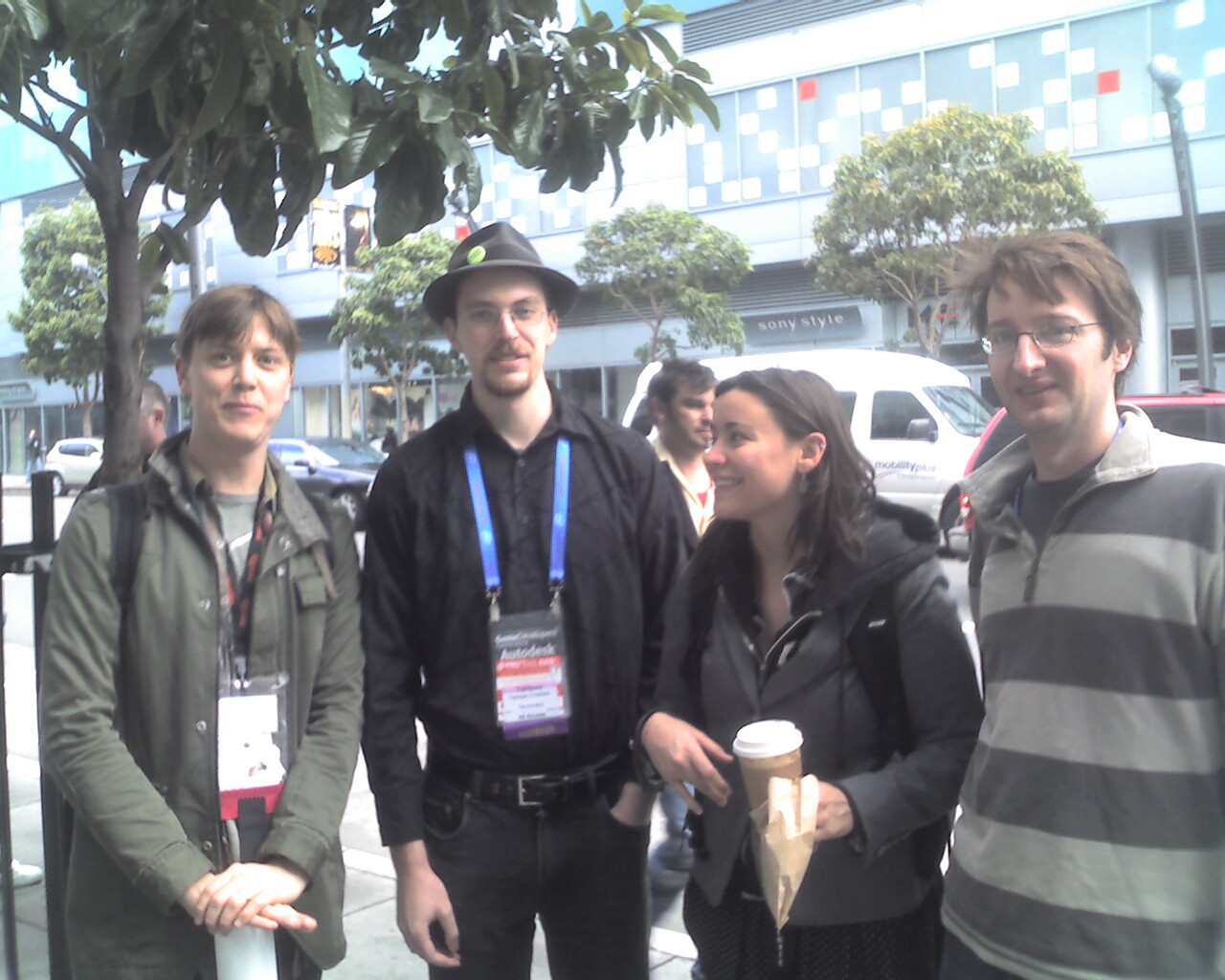
Ben Croshaw, le créateur de la série.

Produite à l'aide d'un simple micro-casque, de quelques illustrations réalisées sous Photoshop, le tout animé grâce à Windows Movie Maker, la méthode de création n'a que peu varié depuis 2007. L'écriture de l'épisode occupe environ deux jours par semaine, totalisant entre 1 200 et 1 400 mots. Dans une interview au magazine PC Gamer, Yahtzee explique qu'il a tendance à écrire le script d'abord, illustrer ensuite, puis enregistrer la voix qui va avec en dernier lieu. Cela lui permet de rectifier son monologue grâce à l'appui visuel des images pour rendre les arguments plus frappant selon lui.
La caractéristique principale de Zero Punctuation est son rythme : Ben Croshaw parle à une vitesse extrêmement élevée, avec un accent caractéristique très anglais. À cela s'ajoute une auto-censure faible voire inexistante, les jurons et références sexuelles, les stéréotypes et moqueries étant légion. Une des raisons données à son succès, outre ces caractéristiques faisant sortir l'émission du lot, sont ses animations simples mais percutantes, décalées et illustrant l'humour noir de la critique. Son manque d'objectivité et sa virulence sont les principales critiques qui sont adressées à Ben Croshaw et son émission, le classant parmi les « haters »,. Tom Francis de PC Gamer mentionne par ailleurs à roshaw dans une interview le fait que la page Wikipédia anglophone de l'émission en 2010 contenait une section entièrement destinée à chercher les quelques épisodes où ses critiques sont positives,

## Réception
Son émission a reçu selon lui une attention amusée de plusieurs studios dont les jeux avaient fait l'objet de critiques. Par ailleurs, Electronic Arts, décrié pour le peu d'attention qu'il porte à la communauté des joueurs, a semble-t-il, à l'étonnement d'une des revues spécialisées GameAxis, suivi avec attention la critique acerbe de Croshaw sur l'une des éditions de SimCity, prenant le soin de résoudre la plupart des problèmes pointés par la vidéo.
Lorsque le 24 juin 2009 Yahtzee fait une critique des jeux inFamous et Prototype, ne pouvant décider lequel des deux est vraiment le meilleur, il met au défis les développeurs des deux jeux de produire une image du héros du studio adverse portant un soutien-gorge. Le studio Radical envoie alors deux images du héros d'inFamous, Cole McGrath, en tenue de showgirl ; le studio Sucker Punch envoie une image du héros de Prototype, Alex Werner, gender-bended et chevauchant une licorne, cette dernière illustration étant choisie par Yahtzee qui proclame Sucker Punch et donc le jeu inFamous gagnant,.